# Cristoforo Lombardo

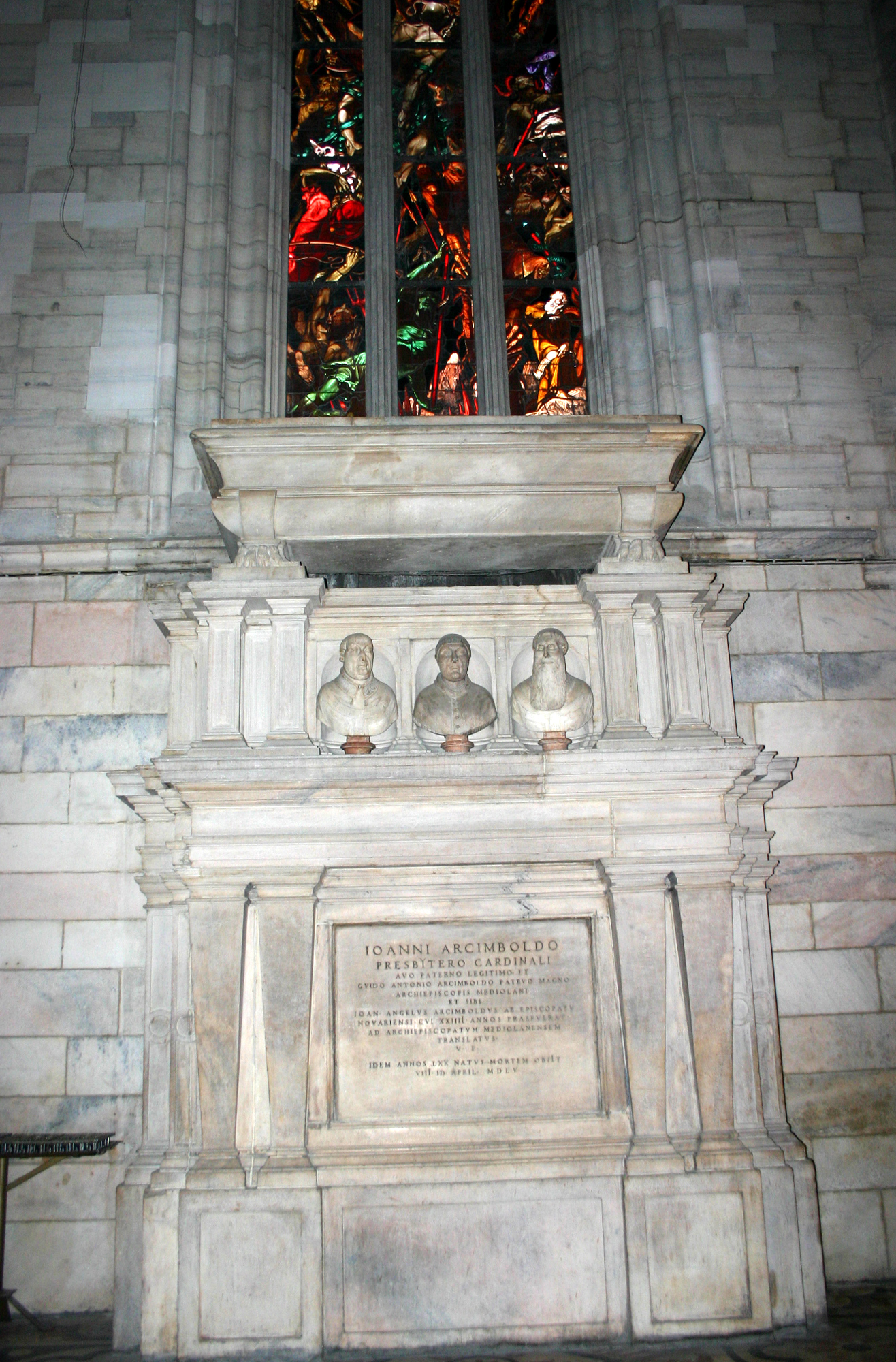

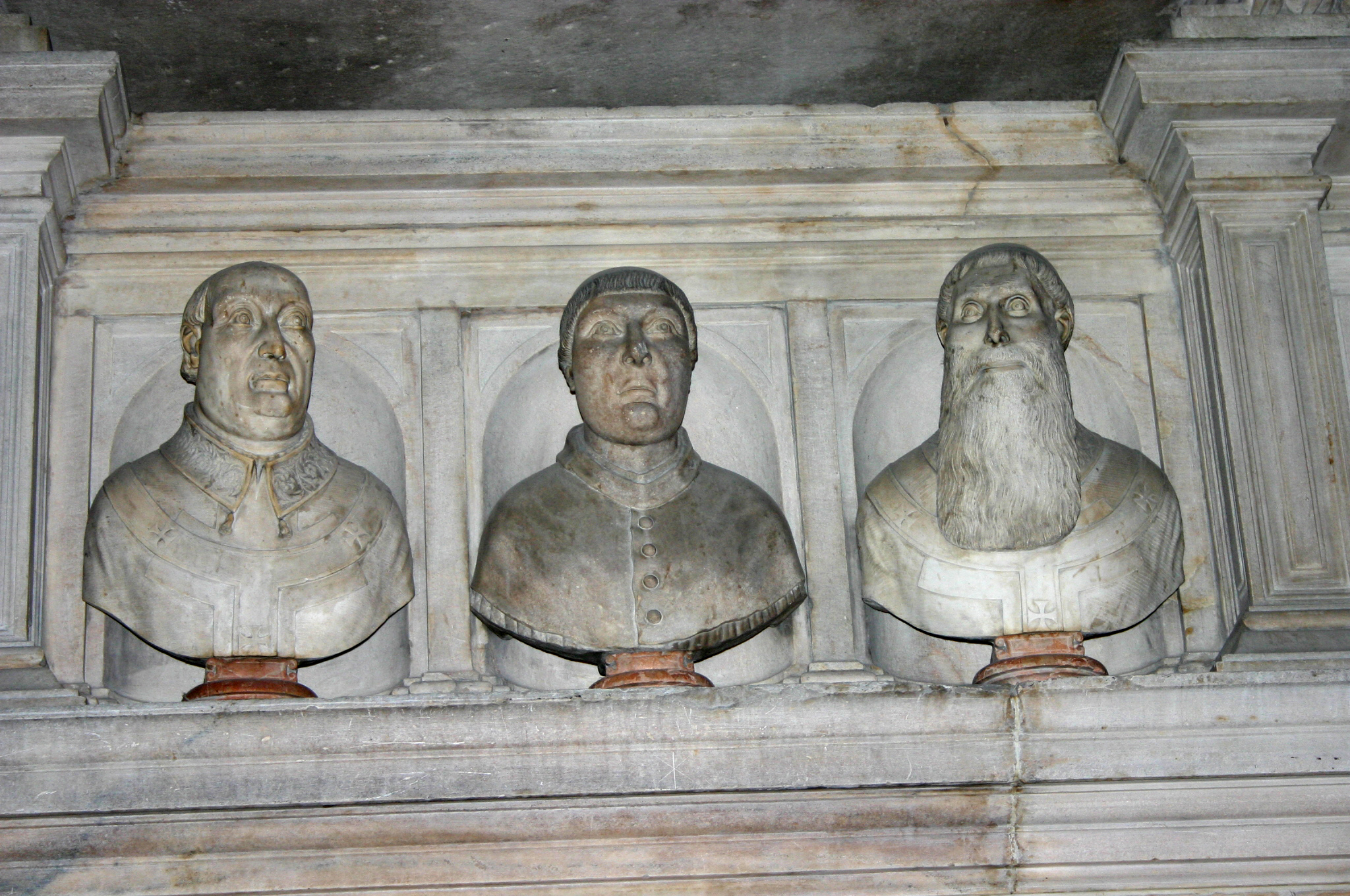

Cristoforo Lombardo, oppure Lombardi, detto il Lombardino (... – Milano, 1555), è stato uno scultore e architetto italiano.

## Biografia
Figlio di Domenico, attivo a Milano dall'inizio del Cinquecento, il Lombardo appartiene a quelle personalità artistiche minori del tardo Rinascimento, che lavorarono assieme ai grandi maestri del tempo, e quindi non realizzarono singoli monumenti, ma contribuirono alla loro realizzazione con apporti parziali, seppur importanti.
La prima informazione certa sul Lombardi riguarda un lavoro per la Fabbrica del Duomo nel 1510, e a parte un breve soggiorno romano e uno bolognese, Lombardo lavorò soprattutto a Milano e nei centri lombardi minori, difatti la sua collaborazione per il progetto del Duomo continuò per tutta la sua vita.
Tra il 1516 e il 1517 eseguì il sepolcro di G. B. Barbavara in Sant'Angelo e l'anno seguente collaborò con Agostino Busti per il sepolcro di Gaston de Foix, il più importante monumento funebre del tempo, per la chiesa di Santa Marta.
Al settembre del 1518 risalì un contratto per una guglia del duomo, ma l'anno successivo eseguì un monumento marmoreo per la cappella della famiglia Tolentini in Santa Maria Incoronata.
Il 17 febbraio 1525, completò l'arca dei Santi Pietro e Marcellino nella chiesa di San Tommaso a Cremona e cinse con un ambulacro il presbiterio della chiesa di Santa Maria presso San Celso. La Fabbrica della stessa chiesa lo nominò architetto nel 1538.
Alla morte di Andrea Fusina, il 15 gennaio 1526, Lombardo fu nominato architetto della Fabbrica del duomo.
Il primo impegno architettonico del Lombardo si ebbe negli anni 20, per la realizzazione della facciata della chiesa di Santa Caterina alla Chiusa a Porta Ticinese.
Il 1º gennaio 1531 eseguì il monumento funebre per Nicolò Dolzani, da collocarsi nella chiesa di San Sisto a Piacenza.
La porta del capocroce settentrionale del Duomo di Milano fu un lavoro assegnato a Lombardo, che però non fu portato a termine, a causa dell'incertezza sulle scelte formali e stilistiche.

Nel terzo decennio del secolo Lombardo lavorò alla ristrutturazione e all'ampliamento del palazzo Stampa di Milano, con la torre e il cortile.
Tra gli anni 30 e gli anni 50 del Cinquecento il Lombardo fu attivo per costruire la cupola ottagonale a due ordini sovrapposti della chiesa di Santa Maria della Passione, annessa al complesso monastico dei canonici lateranensi.
Nel 1545, Lombardo si recò a Bologna per studiare il progetto della facciata di San Petronio, insieme con Giulio Romano, ultimandolo con un disegno del 23 gennaio 1546, evidenziante un interessante utilizzo di elementi ancora medievali su una base ormai classica.
Successivamente Lombardo si occupò di alcuni progetti per il completamento della parte superiore facciata della Certosa di Pavia, proseguendo l'opera dell'Amadeo, dove giunse a soluzioni caratterizzate da una moderata ricchezza decorativa, molto simili a quelle adottate nella facciata di Santa Caterina alla Chiusa.
Gli ultimi lavori svolti da Lombardo furono, tra il 1546 e il 1547 la sacrestia del santuario di Saronno, negli anni 50 alcuni progetti per la Conca di Viarenna e nel 1553 il disegnò del sepolcro di Massimiliano Stampa in Santa Maria delle Grazie a Soncino.
Lombardo morì a Milano nel settembre del 1555.